# メサ・ソーラーソックス
メサ・ソーラーソックス (Mesa Solar Sox ) は、MLB傘下の教育リーグ、アリゾナ・フォールリーグ東地区所属の野球チーム。本拠地はアメリカ合衆国アリゾナ州メサにあるホホカム・スタジアム。シカゴ・カブス、デトロイト・タイガース、ロサンゼルス・エンゼルス、オークランド・アスレチックス、ワシントン・ナショナルズの傘下チーム。